# Pirenzepina
Pirenzepina – organiczny związek chemiczny, lek stosowany w terapii choroby wrzodowej żołądka i dwunastnicy oraz przy krwawieniach z górnego odcinka przewodu pokarmowego. Zmniejsza częstotliwość nawrotów choroby. Jest antagonistą receptorów muskarynowych typu M1.

Przeczytaj ostrzeżenie dotyczące informacji medycznych i pokrewnych zamieszczonych w Wikipedii.